# Scotophilus robustus
Scotophilus robustus (Milne-Edwards, 1881) è un pipistrello della famiglia dei Vespertilionidi endemico del Madagascar.

## Descrizione

### Dimensioni
Pipistrello di medie dimensioni, con la lunghezza totale tra 135 e 168 mm, la lunghezza dell'avambraccio tra 60 e 65 mm, la lunghezza della coda tra 55 e 67 mm, la lunghezza del piede tra 14 e 16 mm, la lunghezza delle orecchie tra 16 e 20 mm e un peso fino a 50 g.

### Aspetto
Le parti dorsali variano dal marrone al bruno-giallastro, mentre le parti ventrali sono più chiare. Il muso è corto e largo, con due masse ghiandolari sui lati. Le orecchie sono corte, triangolari e ben separate tra loro. Il trago è lungo, sottile, con l'estremità arrotondata e curvato in avanti quasi ad angolo retto a circa metà della sua lunghezza. La coda è lunga ed è completamente inclusa nell'ampio uropatagio. Il calcar è lungo e con un lobo terminale. emette ultrasuoni sotto forma di impulsi di breve durata a frequenza modulata con massima energia a 35 kHz.

## Biologia

### Comportamento
Si rifugia in piccoli gruppi all'interno di case ed edifici.

### Alimentazione
Si nutre di insetti, principalmente di lepidotteri ed in misura minore di blatte, coleotteri ed omotteri.

## Distribuzione e habitat
Questa specie è endemica del Madagascar.
Vive nelle foreste tropicali e in ambienti frequentati dall'uomo fino a 1.400 metri di altitudine.

## Conservazione
La IUCN Red List, considerata l'ampia diffusione sull'isola e la presenza in diversi tipi di habitat, inclusi quelli antropici, classifica S.robustus come specie a rischio minimo (Least Concern)).